# Landrain (Halle)
Landrain ist ein Stadtviertel des Stadtteils Halle im Stadtbezirk Nord von Halle (Saale) in Sachsen-Anhalt, das im Jahr 2020 genau 3160 Einwohner hatte.

## Geographie

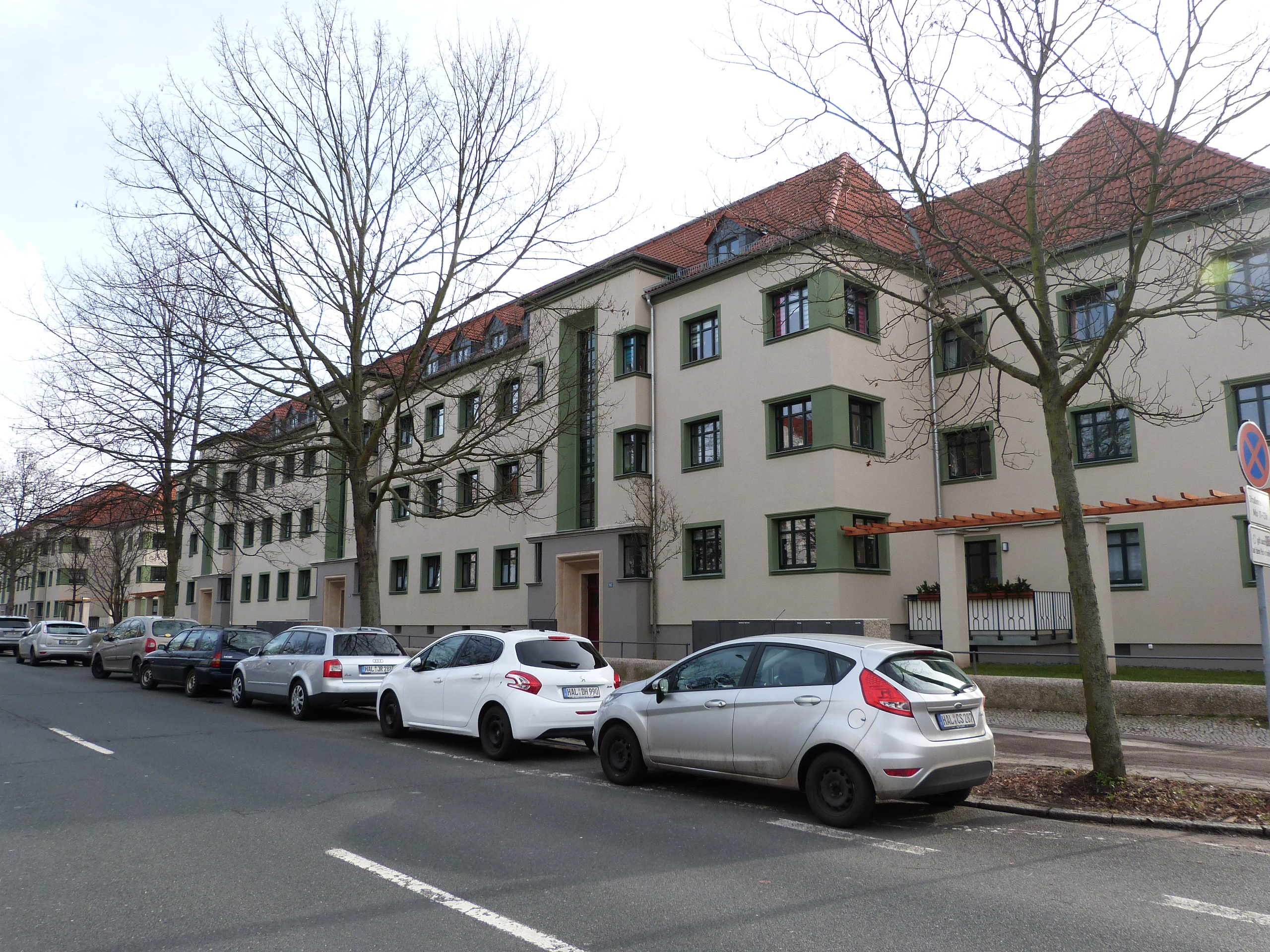
Mehrfamilienhäuser im Viertel

Das Viertel Landrain liegt im Süden des Stadtbezirks Nord. Namensgebend ist die Ost-West verlaufende zentrale Straße Landrain, die das Viertel mit zu Giebichenstein gehörenden Gründerzeitquartieren im Westen und der Siedlung Frohe Zukunft im Osten verbindet. Im Zentrum des Viertels zweigt nach Norden der Bergschenkenweg ab, der Landrain mit der Gottfried-Keller-Siedlung verbindet. Die Fortsetzung dieser Straße führt weiter als Fahrradweg in Richtung Petersberg. Im Süden grenzt die Bahnstrecke Halle–Vienenburg das Viertel vom Paulusviertel ab.
Im Osten des Viertels gibt es den Gertraudenfriedhof, der 1914 eröffnet wurde, um den Südfriedhof von Halle zu entlasten.
Der nordwestliche Teil des Viertels wird dominiert durch die Rhyolith-Kuppen der Galgenberge. Auf diesen erstreckt sich eine große Grünfläche mit Spiel- und Sportplätzen. In der Vergangenheit wurde hier der im Volksmund auch Porphyr genannte Naturstein abgebaut. Das hinterließ steile Felswände und die sogenannte Galgenbergschlucht, in der im Sommer Konzerte der Händel-Festspiele stattfinden.
Im Norden ist das Viertel begrenzt durch große Kleingartenanlagen.

## Geschichte
Das Viertel Landrain wurde in den 1950er- und 1960er-Jahren in der DDR angelegt, um neuen Wohnraum im Norden der Stadt zu schaffen. Vorher war das Gelände Ackerland. Nach der Wende wurde das Viertel saniert, außerdem entstanden einige Einfamilienhäuser.

## Verkehr
Im Osten des Stadtteils fährt die Straßenbahnlinie 1 der Halleschen Verkehrs-AG auf der Dessauer Straße. Außerdem gibt es im Westen den Haltepunkt Halle Zoo sowie am südlichen Rand des Viertels den Haltepunkt Dessauer Brücke der S-Bahn Mitteldeutschland, die in Richtung des halleschen Hauptbahnhofs sowie Halle-Trotha verkehrt.
Mit dem Auto erreicht man im Südosten die Bundesstraße 100 die Halle mit Bitterfeld verbindet. Über diese kann man auch zur Bundesautobahn 14 gelangen, sowie zur A9. Die Dessauer Straße im Osten führt unter anderem nach Zörbig. In Richtung Süden besteht eine Anbindung an die Bundesstraße 6 und das restliche Stadtgebiet von Halle.